# Armand-Isidore-Sylvain Petiet
Armand-Isidore-Sylvain, baron Petiet, né le 3 juin 1832 à Napoléon-Vendée et mort le 31 décembre 1905 à Paris, est un homme politique français.

## Biographie
Fils de Sylvain Petiet, officier supérieur de cavalerie et premier page de Napoléon Ier, et petit-fils de Claude-Louis Petiet et d'Emmanuel-Armand-Jean-Bénédict de Sainte-Hermine, il entra au conseil d'État comme auditeur de 2e classe le 23 octobre 1856, passa de 1re classe le 31 décembre 1864, refusa, à sa sortie, une sous-préfecture et une inspection générale des Postes dans l'Ouest, et se retira dans ses propriétés des Deux-Sèvres. 
Nommé, quelque temps après, conseiller de préfecture à Nice, puis, le 5 janvier 1867, auditeur en service extraordinaire, il ne tarda pas à être mis en disponibilité sur sa demande. 
Après le 4 septembre 1870, il fut nommé conseiller municipal de Niort, conseiller général du canton de Frontenay-Rohan-Rohan, et, aux élections législatives du 20 février 1876, fut élu député de la 2e circonscription de Niort. Il prit place à droite, dans le groupe bonapartiste de l'Appel au peuple, avec lequel il vota pour le cabinet du 16 mai, contre le manifeste des 363.
Il est le beau-père de Gustave Vuarnier.

## Sources
- « Armand-Isidore-Sylvain Petiet », dans Adolphe Robert et Gaston Cougny, Dictionnaire des parlementaires français, Edgar Bourloton, 1889-1891 [détail de l’édition]